# ارمین شیلیاک
اِرمین شیلیاک (اسلوونیایی: Ermin Šiljak، زادهٔ ۱۱ مه ۱۹۷۳ در لیوبلیانا) بازیکن پیشین فوتبال اهل اسلوونی است. باستیا، سروت ۱۸۹۰، پانیونیوس و دالیان هایچانگ از باشگاه‌هایی هستند که او در آن‌ها بازی کرده‌است. همچنین او برای تیم ملی فوتبال اسلوونی ۴۸ بار به میدان رفته و ۱۴ گل نیز زده‌است. قرار گرفتن در صدر جدول گلزنان مرحلهٔ مقدماتی جام ملت‌های اروپا ۲۰۰۴ نیز از افتخارات او است.